# アリオン音楽財団
財団法人アリオン音楽財団（アリオンおんがくざいだん、Arion-Edo Foundation）は、1985年（昭和60年）に設立された公益法人。理事長はピアニストの江戸京子、相談役に牛尾治朗が就いていた。

## 概要
日本の音楽芸術の普及と向上を図るため、若手音楽家に対する顕彰および助成金の授与を行うとともに、質の高い聴衆を育成するため各種音楽会の開催を行い、もって我国の芸術文化の振興に寄与することを目的に発足し、〈東京の夏〉音楽祭、アリオン・アフタヌーン・コンサート等を主催。顕彰事業として、若手音楽家を対象としたアリオン賞、若手評論家を対象とした柴田南雄音楽評論賞を授与した。
2013年（平成25年）3月31日付をもって財団法人は解散。残余財産は学校法人桐朋学園に寄付され、それを元に学校法人桐朋学園アリオン江戸音楽振興基金が創設され、アリオン賞、柴田南雄音楽評論賞は引き継がれた。